# Chromis durvillei
Espèce
Chromis durvillei est une espèce de poissons appartenant à la famille des Pomacentridae. Elle est endémique de La Réunion.